# ジュニア冒険小説大賞
ジュニア冒険小説大賞（ジュニアぼうけんしょうせつたいしょう）は、創作集団プロミネンスと岩崎書店が主催する公募新人文学賞である。2001年に創設された。
第16回から隔年開催（同じく岩崎書店が主催している福島正実記念SF童話賞と1年ずつずらしての開催）。
ファンタジー、SF、ミステリー、ホラー、ナンセンスなど、ジャンルは自由、冒険心に満ちあふれた物語であることが条件。読者対象は、小学校高学年以上。現在の選考委員は後藤みわこ、東野司、南山宏に岩崎書店関係者。

## 賞
- 大賞：賞状と賞金20万円。また、岩崎書店より出版。
- 佳作：副賞

## 受賞作品

### 第1回から第10回
- 第1回（2002年）- 藤沢コウ 『ぼくらは月夜に鬼と舞う』
- 第2回（2003年）- 藤野恵美 『ねこまた妖怪伝』
- 第3回（2004年）- 久保田香里 『青き竜の伝説』
- 第4回（2005年）- 廣嶋玲子 『水妖の森』
- 第5回（2006年）- 香西美保 『ぼくらの妖怪封じ』
- 第6回（2007年）- 牧野礼 『滝まくらの君』
- 第7回（2008年）- 如月かずさ 『七番目はここにいる』（出版時／『ミステリアス・セブンス―封印の七不思議』）
- 第8回（2009年）- 深月ともみ 『コクリの子』（出版時／『百年の蝶』）
- 第9回（2010年）- 三木聖子 『百花怪談あやしの火』（出版時／『花の巫女』）
- 第10回（2011年）- 加部鈴子 『転校生は忍びのつかい』

### 第11回から第20回
- 第11回（2012年）- かわせひろし 『宇宙犬ハッチー』
- 第12回（2013年）- 大賞作なし
- 第13回（2014年）- 大賞作なし
- 第14回（2015年）- 泉田もと 『野ざらし語り』（出版時／『旅のお供はしゃれこうべ』）
- 第15回（2016年）- 小路すず 『おでん町探偵・Wナンシー』（出版時／『ナンシー探偵事務所 呪いの幽霊屋敷』）
- 第16回（2018年）- 清水温子 『妖怪お悩み相談室』（出版時／『こちら妖怪お悩み相談室』）
- 第17回（2020年）- 内田桃子 『ろくぶんの、ナナ』（出版時／林けんじろう）
- 第18回（2022年）- 山下雅洋 『鈴の死神修行覚書』（出版時／『鈴の送り神修行ダイアリー』）
- 第19回（2024年）- 真栄田ウメ 『ミクと俺らの秘密基地』